# Sergio Barbero
Sergio Barbero (Sala Biellese, 17 januari 1969) is een voormalig Italiaans wielrenner. Hij werd in 1993 professional en reed in zijn loopbaan voor onder meer Mercatone Uno en Lampre.
In 2001 werd hij bij de Ronde van Romandië betrapt op het gebruik van verboden middelen. Bij de dopingcontrole aan het begin van de ronde werden sporen van epo aangetroffen. Het nieuws werd eind mei 2001 bekendgemaakt en op dringend verzoek van zijn werkgever ging hij niet van start. Hij kreeg een schorsing van zes maanden opgelegd.
Eind 2007 zette hij een punt achter zijn sportieve loopbaan.

## Belangrijkste overwinningen
1991
Gran Premio Industrie del Marmo
Giro d'Oro
1992
1e etappe Ronde van de Aostavallei
1997
Ronde van Toscane
1999
Ronde van de Drie Valleien
Ronde van Lazio
Japan Cup
2000
2e etappe Ronde van Trentino
GP Industria & Commercio di Prato
2002
Japan Cup
2003
Coppa Bernocchi
Japan Cup
2004
1e etappe Ronde van Langkawi (ploegentijdrit)

## Resultaten in voornaamste wedstrijden
| Jaar | Ronde van Italië | Ronde van Frankrijk | Ronde van Spanje |
| ---- | ---------------- | ------------------- | ---------------- |
| 1994 |                  |                     | opgave           |
| 1995 | 75e              | opgave              |                  |
| 1996 | 58e              |                     |                  |
| 1997 | 43e              |                     |                  |
| 1998 |                  | opgave              |                  |
| 1999 |                  | 124e                |                  |
| 2000 | 73e              |                     |                  |
| 2001 | opgave           |                     |                  |
| 2002 | 66e              |                     |                  |
| 2003 | 59e              |                     |                  |
| 2004 |                  |                     |                  |
| 2005 |                  |                     |                  |
| 2006 | opgave           |                     |                  |

| Jaar | Milaan-San Remo | Ronde van Vlaanderen | Amstel Gold Race | Luik-Bast.‑Luik | Ronde van Lombardije | Bretagne Classic | Waalse Pijl |  | WK op de weg |  | Wereldranglijsten |
| ---- | --------------- | -------------------- | ---------------- | --------------- | -------------------- | ---------------- | ----------- |  | ------------ |  | ----------------- |
| 1994 |                 |                      |                  |                 |                      |                  |             |  |              |  |                   |
| 1995 | 102e            |                      |                  |                 |                      |                  |             |  |              |  |                   |
| 1996 |                 |                      |                  |                 |                      | 57e              | 87e         |  |              |  |                   |
| 1997 |                 |                      |                  | 56e             | 22e                  | ↑                | 104e        |  |              |  |                   |
| 1998 |                 |                      |                  | 48e             |                      |                  |             |  |              |  |                   |
| 1999 |                 | 48e                  | 70e              |                 | 54e                  | 37e              | 56e         |  |              |  | 16e (UWB)         |
| 2000 |                 |                      | 27e              | 78e             | 34e                  |                  | 37e         |  | 52e          |  |                   |
| 2001 | 100e            |                      |                  | 55e             |                      |                  | 31e         |  |              |  |                   |
| 2002 |                 |                      |                  | 63e             | 37e                  |                  | 108e        |  |              |  |                   |
| 2003 |                 |                      |                  |                 |                      |                  |             |  |              |  |                   |
| 2004 | 45e             |                      |                  |                 |                      | 9e               |             |  |              |  |                   |
| 2005 |                 |                      |                  |                 |                      | 58e              |             |  |              |  |                   |
| 2006 |                 |                      |                  |                 | 77e                  |                  |             |  |              |  |                   |

## Ploegen
- 1993 –  Navigare-Blue Storm
- 1994 –  Navigare-Blue Storm
- 1995 –  Carrera-Tassoni
- 1996 –  Carrera-Longoni Sport
- 1997 –  Mercatone Uno-Wega
- 1998 –  Mercatone Uno-Bianchi
- 1999 –  Mercatone Uno-Bianchi
- 2000 –  Lampre-Daikin
- 2001 –  Lampre-Daikin
- 2002 –  Lampre-Daikin
- 2003 –  Lampre
- 2004 –  Lampre
- 2005 –  Naturino-Sapore di Mare
- 2006 –  Selle Italia-Serramenti Diquigiovanni
- 2007 –  Serramenti PVC Diquigiovanni-Selle Italia